# 琴ヶ浦善治郎
琴ヶ浦 善治郎（ことがうら ぜんじろう、1890年2月11日 - 1945年3月10日）は、富山県下新川郡（現在の魚津市）出身の元大相撲力士。本名は越野 善次郎（こしの ぜんじろう）。

## 経歴
1890年2月11日に富山県下新川郡（現：富山県魚津市）で生まれる。1909年1月に上京して二十山部屋に入門し、初土俵を踏む。四股名は小戸ヶ浦を名乗り、小錦八十吉 (横綱)から徹底的に指導を受けたことで腕力や足腰が鍛えられた。1915年6月場所で新十両昇進を機に「琴ヶ浦」へ改名し、1917年1月場所で新入幕を果たした。
ペテン立ちが巧く、右差しで相手の左を攻めながら一気に寄る取り口で、上品な人柄もあって人気があったが、1927年10月場所で現役を引退し、年寄・常盤山を襲名した。同時期に東京・両国で洋食店を経営していたが、先代の遺族に対しての義務を怠るようになったことで廃業を決意し、以降は世話人に転向した。
1945年3月10日の東京大空襲によって死亡、55歳没。この空襲で豊嶌雅男・枩浦潟達也・岩友も犠牲となった。

## 主な成績
- 通算成績：134勝133敗25分7預22休　勝率.502
- 幕内成績：81勝107敗19分3預20休　勝率.431
- 通算在位：39場所
- 幕内在位：22場所
- 金星：1個（栃木山1個）

### 場所別成績
| 1909年 （明治42年） | （前相撲）                  | x                | 東序ノ口18枚目 4–1         | x                       |
| 1910年 （明治43年） | 西序二段28枚目 4–0 1引分    | x                | 東三段目26枚目 2–3         | x                       |
| 1911年 （明治44年） | 東三段目29枚目 1–2–2        | x                | 東三段目42枚目 4–1         | x                       |
| 1912年 （明治45年） | 西幕下50枚目 4–0 1引分      | x                | 東幕下20枚目 2–3           | x                       |
| 1913年 （大正2年） | 西幕下26枚目 3–1 1預        | x                | 東幕下16枚目 3–2           | x                       |
| 1914年 （大正3年） | 東幕下8枚目 2–2 1引分       | x                | 西幕下6枚目 1–2 2預        | x                       |
| 1915年 （大正4年） | 東幕下4枚目 4–1             | x                | 東十両6枚目 3–2            | x                       |
| 1916年 （大正5年） | 東十両7枚目 3–2             | x                | 西十両2枚目 6–0            | x                       |
| 1917年 （大正6年） | 東前頭15枚目 1–7–1 1引分    | x                | 東十両筆頭 4–4–1 1預 1引分 | x                       |
| 1918年 （大正7年） | 西十両筆頭 3–0 2分          | x                | 西前頭14枚目 6–3 1引分     | x                       |
| 1919年 （大正8年） | 西前頭7枚目 3–3–1 1預 1引分 | x                | 西前頭筆頭 2–2–5 1分       | x                       |
| 1920年 （大正9年） | 西前頭9枚目 1–8 1引分       | x                | 東前頭14枚目 5–4 1引分     | x                       |
| 1921年 （大正10年） | 東前頭15枚目 8–1 1引分      | x                | 西前頭3枚目 4–6 ★          | x                       |
| 1922年 （大正11年） | 西前頭6枚目 3–5 2引分       | x                | 東前頭11枚目 4–4 2引分     | x                       |
| 1923年 （大正12年） | 西前頭14枚目 6–3 1預        | x                | 東前頭6枚目 4–5 1預 1引分  | x                       |
| 1924年 （大正13年） | 東前頭9枚目 6–2 2引分       | x                | 西前頭筆頭 0–9 2引分       | x                       |
| 1925年 （大正14年） | 西前頭7枚目 3–7 1引分       | x                | 東前頭11枚目 4–5 2引分     | x                       |
| 1926年 （大正15年） | 東前頭10枚目 4–7            | x                | 西前頭11枚目 3–8           | x                       |
| 1927年 （昭和2年） | 西前頭15枚目 4–7            | 西前頭15枚目 6–5 | 西前頭15枚目 4–6–1         | 東前頭8枚目 引退 0–0–11 |
| 各欄の数字は、「勝ち-負け-休場」を示す。 優勝 引退 休場 十両 幕下 三賞：敢=敢闘賞、殊=殊勲賞、技=技能賞 その他：★=金星 番付階級：幕内 - 十両 - 幕下 - 三段目 - 序二段 - 序ノ口 幕内序列：横綱 - 大関 - 関脇 - 小結 - 前頭（「#数字」は各位内の序列） |                             |                  |                            |                         |

- 1924年1月の1休は相手力士の休場によるもの

## 改名歴
- 小戸ヶ浦（おとがうら）1909年1月場所 - 1914年5月場所
- 琴ヶ浦 善治郎（ことがうら ぜんじろう）1915年1月場所 - 1920年1月場所
- 琴ヶ浦 善次郎（ことがうら ぜんじろう）1920年5月場所 - 1922年5月場所
- 琴ヶ浦 善治郎（ことがうら ぜんじろう）1923年1月場所 - 1925年5月場所
- 琴ヶ浦 善次郎（ことがうら ぜんじろう）1926年1月場所 - 1926年5月場所
- 琴ヶ浦 善治郎（ことがうら ぜんじろう）1927年1月場所 - 1927年10月場所